# Actinopyga echinites
Holothurie brune, Holothurie épineuse
Espèce
Statut de conservation UICN

 VU A2bd : Vulnérable
Synonymes
- Actinopyga caroliniana Tan Tiu, 1981
- Actinopyga plebeja (Selenka, 1867)
- Holothuria (Holothuria) echinites Jaeger, 1833
- Muelleria echinites Jaeger, 1833
- Muelleria plebeja Selenka, 1867

L’holothurie brune ou « holothurie épineuse » (Actinopyga echinites) est une espèce de concombres de mer de la famille des Holothuriidae.

## Description
C'est une holothurie d'aspect caractéristique, avec un corps allongé en cylindre légèrement aplati ventralement, plus épais vers le milieu et arrondi aux deux extrémités, où se trouvent la bouche (en position légèrement ventrale) et l'anus. 
Cette holothurie peut mesurer de 20 à 35 cm à l'âge adulte, pour un poids de 200 à 350 g. Elle est de couleur beige à brun foncé en passant par diverses teintes de brun clair et d'orangé ; certains spécimens clairs de l'océan Indien présentent parfois une double rangée de taches plus brunes sur le dos (notamment à La Réunion). Le tégument est épais, et peut être plus ou moins plissé (notamment au gré des contractions de l'animal) ; il est recouvert de podia jaune ou verdâtres principalement sur la face ventrale, ainsi que de papilles sur la face dorsale ; sur la face ventrale, les papilles sont plus jaunâtres. Vingt tentacules buccaux rayonnent autour de la bouche, alors que l'anus est entouré par cinq petites dents jaunes, coniques .

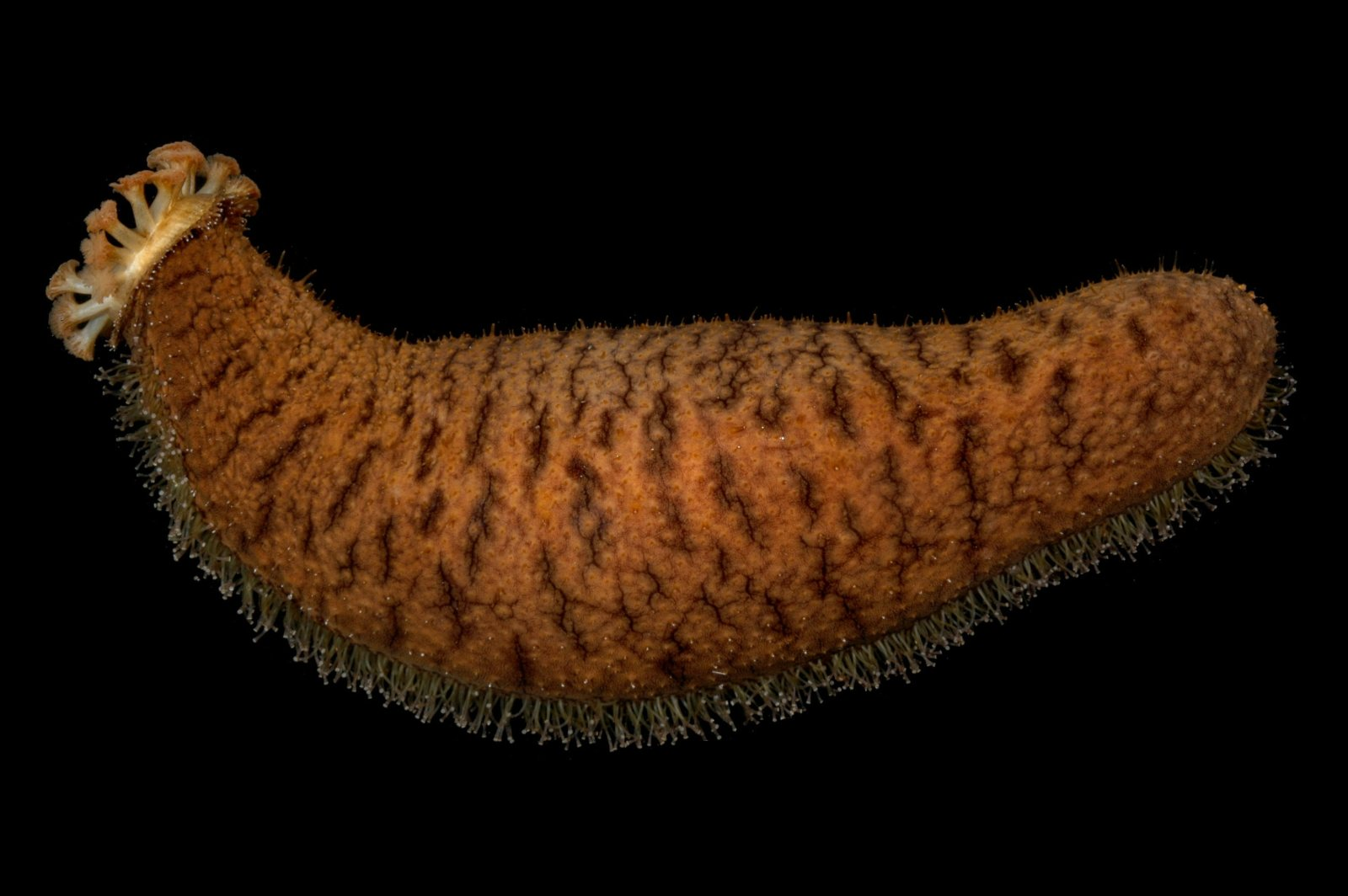
Holothurie brune de États fédérés de Micronésie.
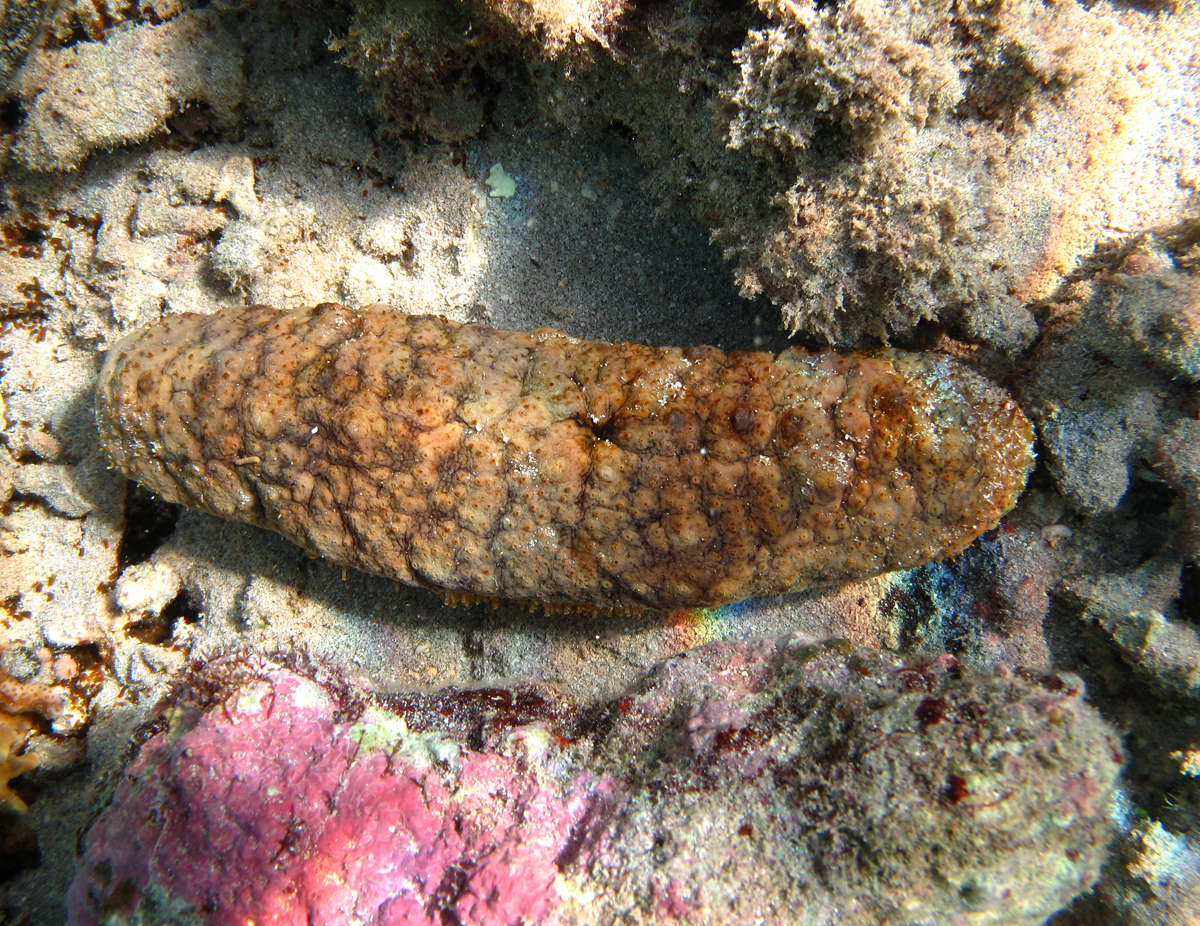
Holothurie brune de La Réunion.
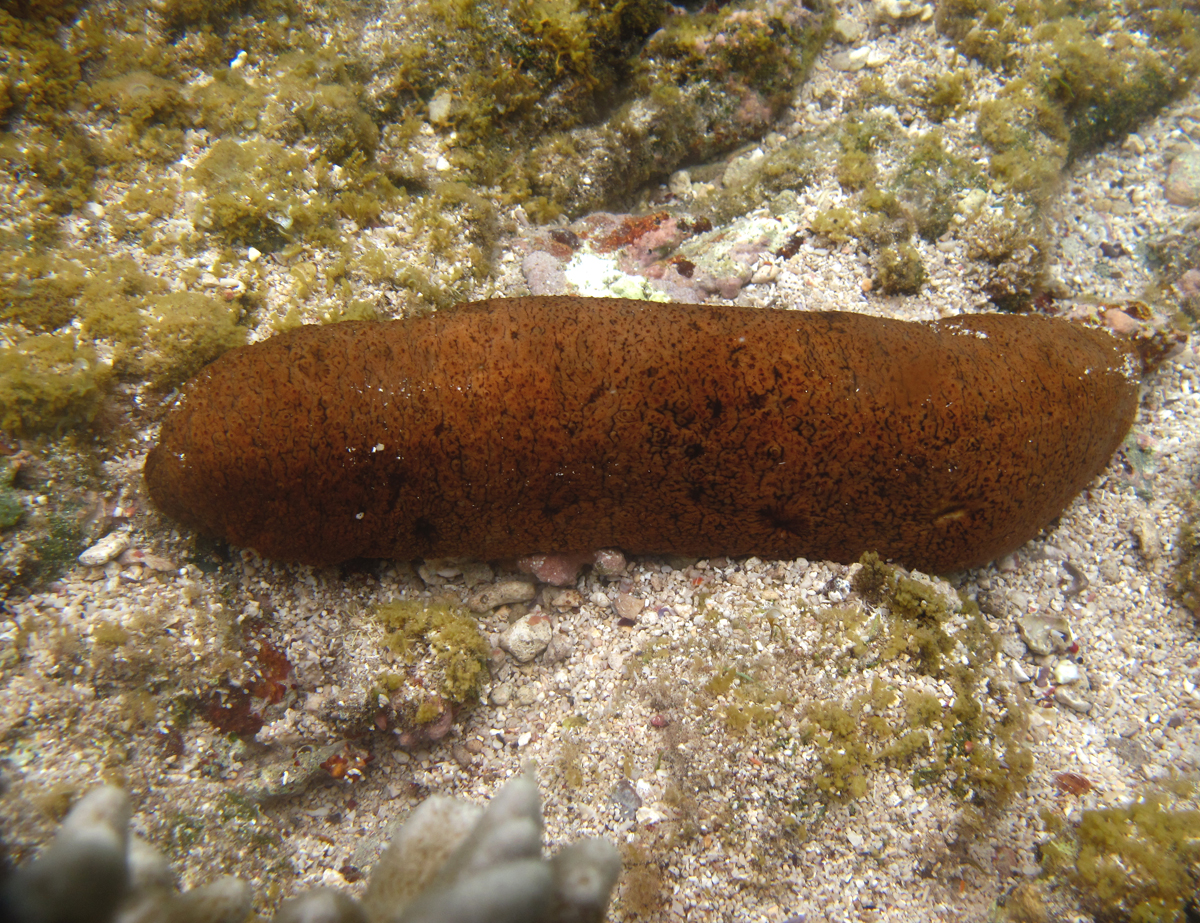
Autre spécimen réunionnais.
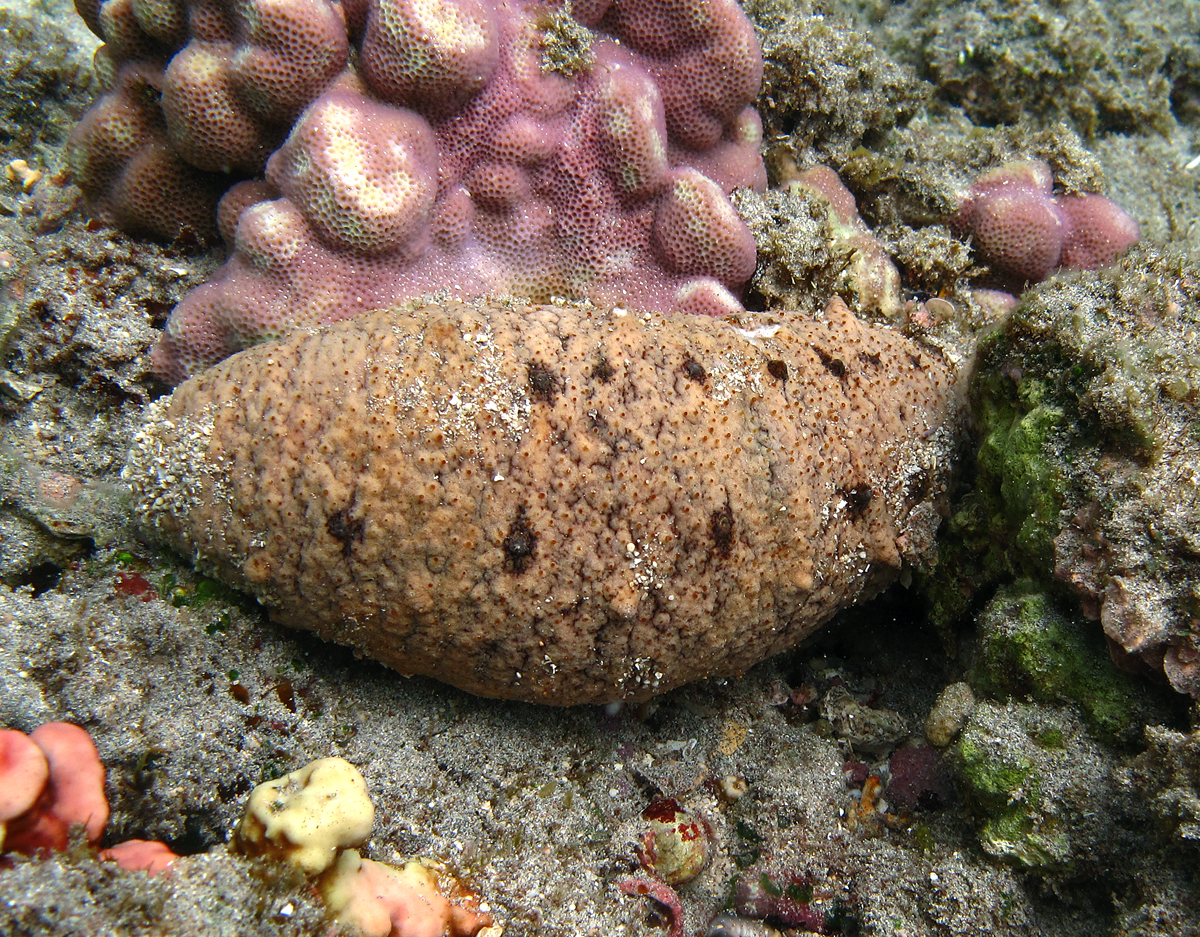
Spécimen réunionnais présentant les points bruns caractéristiques du morphe alternatif.

### Caractéristiques squelettiques
La classification scientifique des holothuries passe en bonne partie par l'examen des ossicules. L'holothurie brune a des ossicules en forme de bâtons épineux au niveau des tentacules (60-375 µm), des bâtons et des rosettes au niveau du tégument dorsal (20-135 µm), et les mêmes en plus petit pour le tégument ventral (25-80 µm). Les podia de la face ventrale ont les mêmes types d'ossicules (20-100 µm), et ceux de la face dorsale seulement des rosettes.

## Habitat et répartition
Cette espèce est largement répartie dans le bassin Indo-Pacifique tropical ainsi qu'en Mer Rouge, avec une population ouest-indienne et une autre océanienne séparées par une zone vide entre le golfe persique et l'Inde occidentale. On la trouve de l'Afrique du Sud à l’Égypte et jusqu'à l'Oman pour sa population occidentale, et du Sri Lanka à la Nouvelle-Calédonie et au Japon pour la population orientale, poussant à l'est jusqu'aux archipels du Pacifique comme les Tonga ou Tuvalu. Espèce benthique, on la trouve posée sur le fond, principalement dans les lagons calmes, dans les herbiers ou sur fonds sableux peu profonds (entre 1 et 30 m de profondeur, mais principalement à moins de 10 m),.

## Écologie et comportement

### Alimentation
Comme toutes les holothuries de son ordre, cette espèce se nourrit en ingérant le substrat sableux, qu'elle trie grossièrement et porte à sa bouche à l'aide de ses tentacules buccaux pour en digérer les particules organiques,.
Là où elle n'est pas pêchée, cette espèce peut localement se trouver en densité importante, jusqu'à plus d'un individu au mètre carré.

### Respiration
Le système respiratoire est constitué de deux « arbres respiratoires » qui débouchent dans le cloaque, et qui aspirent et rejettent l’eau d'une manière analogue à des poumons. Les besoins en oxygène des holothuries sont relativement modérés, et leur respiration est lente et irrégulière, ce qui peut s'observer aux contractions de l'anus qui expulse l'eau.

### Reproduction et croissance
La maturité sexuelle est atteinte quand les individus mesurent autour de 12 cm (pour 45 à 90 g) ; il n'y a pas de dimorphisme sexuel. La reproduction est sexuée, et la fécondation a lieu en été, en pleine eau après émission synchronisée des gamètes mâles et femelles. La larve évolue parmi le plancton pendant quelques semaines avant de se fixer pour entamer sa métamorphose. Son espérance de vie est d'environ 12 ans.

### Prédateurs

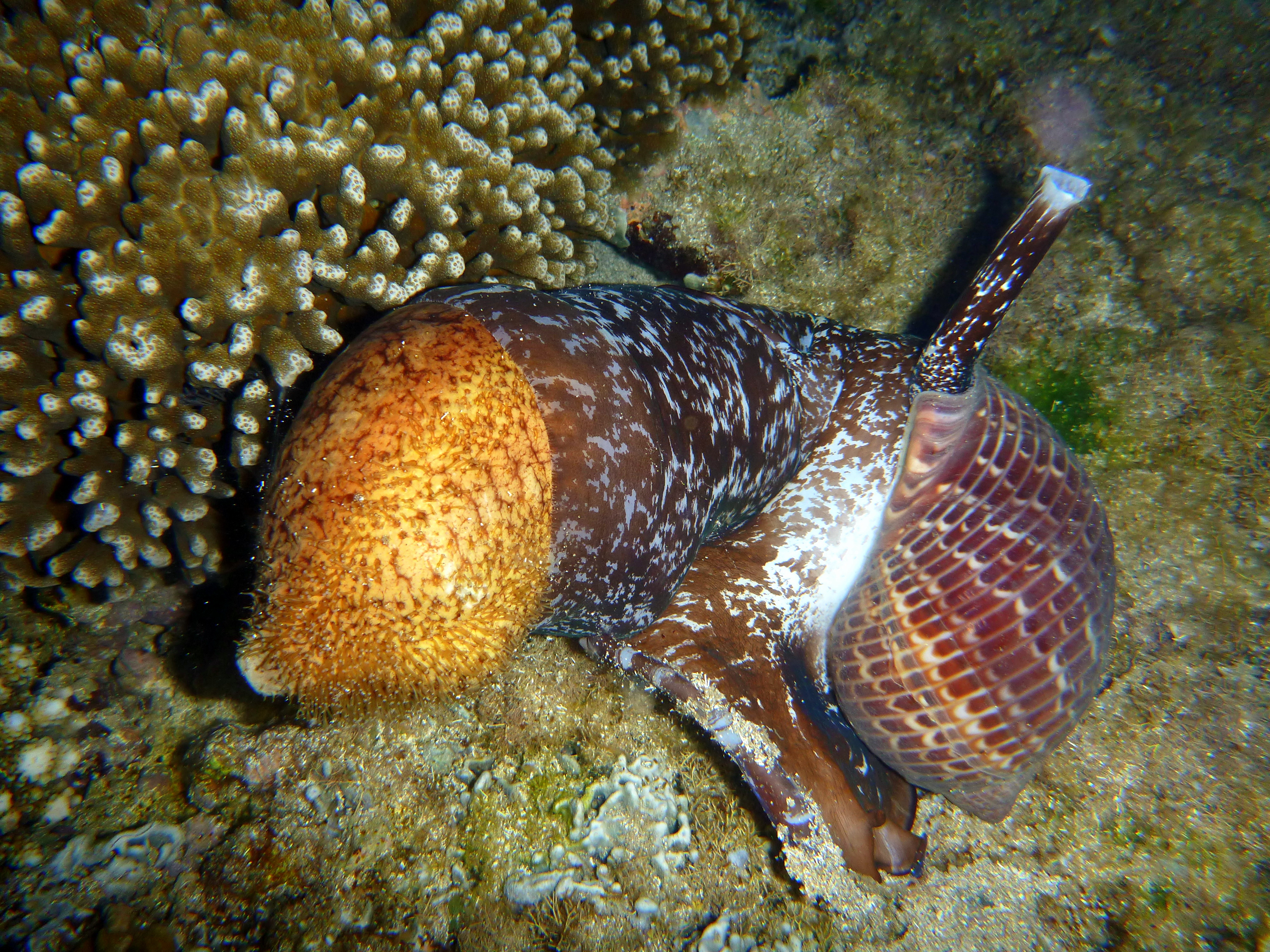
Cette Tonna perdix a paralysé une Actinopyga echinites à La Réunion. Elle va mettre plusieurs heures à la faire passer par sa bouche, puis plusieurs jours à la digérer.

Les holothuries ont un corps robuste sécrétant des substances désagréables pour les prédateurs, et sont donc généralement dédaignées par la plupart des carnivores généralistes. Cependant, certains prédateurs spécialisés comme le mollusque Tonna perdix sont adaptés à la prédation sur les holothuries, et capables d'attaquer une Actinopyga echinites. 
Cette espèce contient dans sa cavité viscérale des tubes de Cuvier de couleur rosâtre, mais ceux-ci ne semblent pas fonctionnels, et ne semblent jamais éjectés.
Comme toutes les espèces du genre Actinopyga, cette espèce se protège d'éventuels parasites dans sa cavité cloacale par la présence de cinq dents anales.

## L'holothurie brune et l'Homme
Cette holothurie est comestible, et fait partie des 58 espèces les plus vendues et consommées au monde : elle est considérée comme surexploitée. Classée comme « vulnérable » par l'UICN, sa pêche fait l'objet d'une régulation en Australie, et est interdite dans plusieurs pays.

### Noms vernaculaires
En français, cette holothurie est communément appelée « holothurie brune » ou « holothurie épineuse » (ce qui est plus fidèle à son nom scientifique). En Nouvelle-Calédonie, elle est parfois appelée « rouge ». 
En anglais, cette espèce est paradoxalement nommée « Deep-water redfish » (FAO, Papouasie-Nouvelle-Guinée, Inde, Maurice, Vietnam,
Madagascar) ; il s'agit aussi de son nom commercial international. Ses noms traditionnels sont Trokena (Madagascar), Barbara (Maurice), Pal attai (Inde), Hải sâm mít (Vietnam), Goma attaya (Sri Lanka), Telehea loloto (Tonga), Dri tabua (Fiji). Aux Philippines, elle a de nombreux noms parmi lesquels Hud-hud, Brown beauty, Buli-buli, Khaki ou encore Uwak.